# 1992 (película)
1992 es una película dramática estadounidense dirigida por Ariel Vromen y escrita por Sascha Penn y Vromen a partir de una historia de Penn.  La película está protagonizada por Tyrese Gibson, Scott Eastwood y Ray Liotta .  El título provisional de la película, 29 de abril de 1992, hace referencia a la primera noche de los disturbios de Los Ángeles de 1992, que es cuando y donde se ambienta la película.  Posteriormente, el título se simplificó a 1992.
La película se estrenó en Estados Unidos el 30 de agosto de 2024.

## Sinopsis
En 1992, Mercer se esfuerza por restaurar su vida y la relación con su hijo durante los disturbios que siguieron al veredicto de Rodney King. Mientras tanto, en otra parte de la ciudad, un padre y un hijo enfrentan su problemática relación planeando un peligroso atraco en el lugar de trabajo de Mercer. A medida que aumentan las tensiones en Los Ángeles y se produce el caos, las dos familias se cruzan. 

## Reparto
- Tyrese Gibson como Mercer [4]
- Scott Eastwood como Riggin Bigby
- Ray Liotta como Lowell
- Michael Beasley como José
- Christopher Ammanuel como Antoine King
- Dylan Arnold como Dennis
- Ori Pfeffer como Murphy
- Oleg Taktarov como Tito

## Producción
En agosto de 2015, se informó que Ice Cube y O'Shea Jackson Jr. protagonizarían la película, entonces titulada 29 de abril de 1992, con Will Packer como productor, Donovan Marsh como director y Lionsgate como distribuidor.  Sin embargo, el publicista de Cube emitió un comunicado confirmando que Cube y Jackson no tienen ninguna participación en la película. 
En marzo de 2021 se anunció que Vromen dirigiría la película.  En julio de 2021, se anunció que Gibson, Liotta y Eastwood participarían en la película.  En septiembre de 2021, se anunció que Beasley participaría en la película y que el rodaje estaba en marcha en Bulgaria y Los Ángeles. En febrero de 2022, se anunció que Ammanuel y Arnold participarían en la película. 
Collider informó que Liotta completó el rodaje de sus escenas antes de su muerte en mayo de 2022. 

## Estreno
1992 fue lanzado en los Estados Unidos el 30 de agosto de 2024. 